# Lijst van burgemeesters van Weerselo
Dit is een lijst van burgemeesters van de voormalige Nederlandse gemeente Weerselo tot die per 1 januari 2001 fuseerde met Ootmarsum en Denekamp tot de huidige gemeente Dinkelland (tot 1 juni 2002 nog genaamd 'gemeente Denekamp').
| Ambtsperiode | Naam burgemeester                      | Partij of stroming | Bijzonderheden                           |
| ------------ | -------------------------------------- | ------------------ | ---------------------------------------- |
| 0000 - 1825  | W. Stolte                              |                    | werd burgemeester van Raalte             |
| 1826 - 1834  | D. Scriverius                          |                    |                                          |
| 1834 - 1868  | Hendrik Wilmink                        |                    |                                          |
| 1868 - 1881  | Hendrikus Nicolaas Osse                |                    | werd burgemeester van Raalte             |
| 1881 - 1884  | Willem Carel van Marion                |                    | werd burgemeester van Goor               |
| 1884 - 1885  | Jhr. Egon (E.J.J.S.) von Bönninghausen |                    | werd burgemeester van Borne              |
| 1885 - 1895  | A.C.H.I. von Heyden                    |                    |                                          |
| 1895 - 1901? | J.A.H. Jennissen                       |                    |                                          |
| 1901 - 1912  | Th. van Sonsbeeck                      |                    |                                          |
| 1912 - 1916  | Jhr. Jan Alexander van Geen            |                    | werd burgemeester van Wijk bij Duurstede |
| 1916 - 1920  | J. Pas                                 |                    |                                          |
| 1921 - 1929  | J.S. Jansen                            |                    |                                          |
| 1929 - 1940  | H.A.C. Banning                         |                    |                                          |
| 1940 - 1969  | Herman W.J. Scholtens                  |                    |                                          |
| 1968 - 1969  | L.H.H.R. van Wensen                    | waarnemend         |                                          |
| 1969 - 1995  | Wim (W.L.G.) Schelberg                 | KVP / CDA          |                                          |
| 1995 - 2001  | mr. Ed (E.F.) Jongmans                 | CDA                | was burgemeester van Aardenburg          |